# Rogersville (Alabama)
Rogersville è un comune degli Stati Uniti d'America situato nella contea di Lauderdale dello Stato dell'Alabama.